# Tyloptera eburneata
Tyloptera eburneata är en fjärilsart som beskrevs av Hugo Theodor Christoph 1881. Tyloptera eburneata ingår i släktet Tyloptera och familjen mätare. Inga underarter finns listade i Catalogue of Life.